# Bruno Montelongo
Bruno Montelongo, vollständiger Name Bruno Montelongo Gesta, (* 12. September 1987 in Montevideo) ist ein uruguayischer Fußballspieler.

## Karriere

### Verein
Montelongo, multifunktional auf der rechten Außenbahn einsetzbar, begann seine Karriere beim uruguayischen Klub River Plate Montevideo, wo dieser sein Profidebüt in der Saison 2006/07 der uruguayischen Primera División gab. Neben 61 Einsätzen (8 Tore) in der 1. Liga (Apertura, Clausura und Liguilla Pre-Libertadores) Uruguays absolvierte er auch fünf Pflichtspiele (ein Tor) in der Copa Sudamericana für die Montevideaner. Mit dem zu dieser Zeit von Juan Ramón Carrasco trainierten Klub River konnte er im Torneo Clausura 2008 die Vize-Meisterschaft erringen. Im Sommer 2010 verlieh ihn River Plate Montevideo an den AC Mailand in die Serie A. Nachdem der AC Mailand den uruguayischen Verteidiger fest verpflichtet hatte, wurde dieser zum Ligakonkurrenten dem FC Bologna verliehen. Beim Verein aus der Region Emilia-Romagna traf der 182 cm große Montelongo auf seine Landsleute Miguel Britos und Henry Giménez und erhielt dort die Trikotnummer 87. Einsätze bestritt er jedoch bei keinem seiner italienischen Arbeitgeber.
 Im August 2011 wurde seine Rückkehr nach Uruguay verkündet, wo er sich Peñarol anschloss, bei denen der zu dieser Zeit seit mehreren Monaten langzeitverletzte Montelongo ab Oktober desselben Jahres mittrainierte. In der Clausura 2012 kam er jedoch lediglich zu drei torlosen Liga-Einsätzen als Einwechselspieler für die Aurinegros. Seit der Saison 2012/13 steht er wieder in Reihen River Plate Montevideos. In der Primera División kam er in jener Spielzeit 27 mal zum Zug und erzielte vier Treffer. In der Spielzeit 2013/14 kamen 15 weitere Erstligaeinsätze (ein Tor) und vier Spiele in der Copa Sudamericana 2013 hinzu. In der Saison 2014/15 wurde er in 13 Erstligaspielen (ein Tor) eingesetzt. In der Spielzeit 2015/16 stehen 22 Erstligaeinsätze und fünf Tore für ihn zu Buche. Zudem bestritt er sechs Partien (ein Tor) in der Copa Libertadores 2016. Während der Saison 2016 wurde er elfmal (kein Tor) in der Liga eingesetzt. Ende Januar 2017 wechselte er nach Spanien zu Extremadura UD. Bis Saisonende lief er dort in 13 Ligaspielen (ein Tor) auf.

### Nationalmannschaft
Im Jahr 2007 spielte Montelongo für die uruguayische U-20-Auswahl an der Seite beispielsweise von Luis Suárez, Edinson Cavani und Martín Cáceres und nahm an der U-20-Fußball-Weltmeisterschaft 2007 in Kanada teil. Im Laufe des Turniers wurde er in den drei Gruppenspielen gegen Spanien, Jordanien und Sambia eingesetzt.